# Елена Илина
Елена Илина́ (на руски: Елена Ильина) е псевдоним на съветската преводачка, поетеса и писателка Ли́я Я́ковлевна Маршак Прейс. Авторка е на произведения в жанровете детска литература, исторически роман и документалистика.

## Биография
Лия Прейс е родена на 16 юни 1901 г. в град Острогожск, Воронежка губерния, Руска империя, в еврейско семейство. Баща им е майстор в химически завод. Сестра е на писателите Самуил Маршак и М. Илин (Иля Маршак, 1895 – 1953). Съпруга е на историка Иля Исаакович Прейс.
Завършва Словесното отделение на Държавния институт по история на изкуството в Ленинград през 1926 г. Дебитюра с първия си разказ в списание „Новый Робинзон“. В следващите години нейни произведения са публикувани в „Ёж“, „Чиж“, „Костёр“, „Пионер“, „Мурзилка“ и други детски издания. Създава много разкази, стихотворения, приказки, които са издадени в сборници и книги. Превежда на руски език много чуждестранни произведения.
В годините на сталинските чистки е обявена за „враг на народа“ и дълги години е в лагери и затвори. В резултат здравето ѝ се влошава и Лиия Преейс умира в Москва на 2 ноември 1964 г.
През 1977 г. романът ѝ „Четвърта височина“ („Четвёртая высота“) за героинята от Сталинград актрисата Марионела (Гуля) Корольова е екранизиран от режисьора Игор Вознесенски в едноименния филм с участието на Маргарита Сергеечева.

## Произведения

### Романи и повести
- Турусы на колёсах (1925)
- Медведь-гора (1936)
- Переход через границу (1936)
- Двадцать третий пассажир (1936)
- Четвёртая высота (1945)
Четвърта височина, изд. БРП (к), София (1947), прев. М. Ст. Горчивкин
Четвърта височина, изд. „Народна младеж“, София (1968), прев. М. Ст. Горчивкин
- Это моя школа (1955), първоначално „Всегда готовы“
Това е моето училище, изд. „Народна младеж“, София (1958), прев. Фьодор Неманов

### Детска литература
- Два детдома (1928)
- Сорока ворона (1930)
- Наш поезд (1930)
- Пушистый гость (1937)
- Топ-топ (1954)
- Был у Кати день рожденья (1963)
- Шум и шумок (1974)

### Документалистика
- Четыре мая (1941)
- Неутомимый путник. Детство, юность и молодые годы Карла Маркса (1964)

### Екранизации
- Четвёртая высота (1977)